# Мария Милкова-Золотович
Мария Милкова-Золотович е българска оперна певица.

## Биография
Родена е на 16 май 1898 г. в Пловдив. Учи да пее при Христина Морфова и Ефимия Илкова. По-късно специализира в Рим, Милано, Виена и Париж. През 1919 г. дебютира на сцената на Софийската опера с ролята на Зибел от „Фауст“. Съпругът ѝ Петър Золотович също е оперен певец. Умира на 3 януари 1983 г. в София.